# Jean-Pierre Papin
Jean-Pierre Papin (Boulogne-sur-Mer, 5 november 1963), bijgenaamd JPP of Papator, is een Franse voormalige profvoetballer die gewoonlijk als aanvaller speelde. Zijn vader is Guy Papin, die in de jaren zestig vooral voetbalde voor US Boulogne, in de Division 2.
Jean-Pierre voetbalde onder andere voor FC Bayern München, Olympique Marseille, Club Brugge, AC Milan, Girondins Bordeaux en het Frans voetbalelftal. In 1999 zette hij een punt achter zijn carrière waarna hij zijn trainersdiploma ging halen. Vanaf december 2009 werkte hij als hoofdtrainer bij de Franse tweedeklasser Châteauroux.

## Als speler

### Jeugdopleiding
Papin begon met voetballen bij de amateurclub in Jeumont en speelde daarna een jaar bij US Valenciennes-Anzin, het latere Valenciennes FC. In 1981 vertrok Papin naar INF Vichy, waar hij zijn jeugdopleiding afmaakte.

### Clubs als speler
De aanvaller Papin speelde drie seizoenen bij INF Vichy en debuteerde als twintigjarige in 1983 in het eerste elftal. Een jaar later ging hij terug naar zijn oude club Valenciennes. Daar vertrok hij in 1985, na één seizoen, naar Club Brugge. In het seizoen 1985-86 scoorde Papin hij daar 32 doelpunten en won hij de Beker van België. In 2008 werd hij verkozen tot beste buitenlander die ooit voor Club Brugge speelde. In 1986 keerde de Fransman terug naar zijn vaderland om te spelen bij Olympique Marseille, dat 86 miljoen Belgische Frank voor hem betaalde. Bij Marseille ontstond de term Papinades, voor de acrobatische volleys waar Papin een patent op had.
In 1992 trok Papin naar AC Milan, waar hij een vaste waarde werd en in zijn eerste seizoen samenspeelde met Marco van Basten. Daar bleef het bij, want Van Basten moest door een ernstige enkelblessure zijn carrière beëindigen. Papin bleef voetballen bij Milan en won in 1994 de UEFA Champions League met de club. Het volgende seizoen vertrok de spits naar FC Bayern München. Hij won daarmee in 1996 de UEFA Cup, maar besloot dat jaar om terug naar zijn vaderland te trekken. Girondins de Bordeaux was zijn nieuwe club, waar de ondertussen 33-jarige aanvaller weer plezier kreeg in het voetballen. In zijn eerste seizoen wist hij zestien doelpunten te maken in de Ligue 1 en zowel in 1997 als 1998 bereikte hij met zijn club de finale van de Coupe de la Ligue.
In 1998 verhuisde hij naar En Avant de Guingamp, de club waar hij aan het einde van het seizoen in 1999 ook zijn carrière als profvoetballer beëindigde. Papin was toen 35 jaar.
Hierna speelde hij bij de amateurclubs Jeunesse Sportive Saint-Pierroise en US Cap-Ferret. Voor US Cap-Ferret scoorde hij 140 doelpunten in drie seizoenen. In juli 2004, op 40-jarige leeftijd, besloot Papin zijn voetbalschoenen echt aan de wilgen te hangen.

### Nationale elftal
In dienst van Olympique Marseille werd Papin opgeroepen voor het nationale elftal van Frankrijk, waar toen ook Michel Platini speelde. Onder leiding van bondscoach Henri Michel debuteerde Papin op 26 februari 1986 voor Frankrijk, in de oefenwedstrijd tegen Noord-Ierland. Het was de eerste keer dat een Franse voetballer international werd nog voor hij één wedstrijd in de Franse eerste klasse had gespeeld. Hij speelde in totaal 54 keer voor de nationale ploeg van Frankrijk. Hij scoorde dertig keer en was elf keer aanvoerder. Papin zat in de selectie voor de WK in 1986, waar Frankrijk derde werd.
| Interlands van Jean-Pierre Papin voor Frankrijk | Interlands van Jean-Pierre Papin voor Frankrijk | Interlands van Jean-Pierre Papin voor Frankrijk | Interlands van Jean-Pierre Papin voor Frankrijk | Interlands van Jean-Pierre Papin voor Frankrijk | Interlands van Jean-Pierre Papin voor Frankrijk |
| №                                               | Datum                                           | Wedstrijd                                       | Uitslag                                         | Competitie                                      | Goals                                           |
| ----------------------------------------------- | ----------------------------------------------- | ----------------------------------------------- | ----------------------------------------------- | ----------------------------------------------- | ----------------------------------------------- |
| 1                                               | 26.02.1986                                      | Frankrijk – Noord-Ierland                       | 0–0                                             | Oefeninterland                                  |                                                 |
| 2                                               | 01.06.1986                                      | Frankrijk – Canada                              | 1–0                                             | WK-eindronde                                    | Goal                                            |
| 3                                               | 05.06.1986                                      | Frankrijk – Sovjet-Unie                         | 1–1                                             | WK-eindronde                                    |                                                 |
| 4                                               | 09.06.1986                                      | Frankrijk – Hongarije                           | 3–0                                             | WK-eindronde                                    |                                                 |
| 5                                               | 28.06.1986                                      | België – Frankrijk                              | 2–4                                             | WK-eindronde                                    | Goal                                            |
| 6                                               | 19.08.1986                                      | Zwitserland – Frankrijk                         | 2–0                                             | Oefeninterland                                  |                                                 |
| 7                                               | 11.10.1986                                      | Frankrijk – Sovjet-Unie                         | 0–2                                             | EK-kwalificatie                                 |                                                 |
| 8                                               | 19.11.1986                                      | Duitse Democratische Republiek – Frankrijk      | 0–0                                             | EK-kwalificatie                                 |                                                 |
| 9                                               | 29.04.1987                                      | Frankrijk – IJsland                             | 2–0                                             | EK-kwalificatie                                 |                                                 |
| 10                                              | 12.08.1987                                      | West-Duitsland – Frankrijk                      | 2–1                                             | Oefeninterland                                  |                                                 |
| 11                                              | 09.09.1987                                      | Sovjet-Unie – Frankrijk                         | 1–1                                             | EK-kwalificatie                                 |                                                 |
| 12                                              | 02.02.1988                                      | Frankrijk – Zwitserland                         | 2–1                                             | Oefeninterland                                  |                                                 |
| 13                                              | 23.03.1988                                      | Frankrijk – Spanje                              | 2–1                                             | Oefeninterland                                  |                                                 |
| 14                                              | 24.08.1988                                      | Frankrijk – Tsjecho-Slowakije                   | 1–1                                             | Oefeninterland                                  |                                                 |
| 15                                              | 28.09.1988                                      | Frankrijk – Noorwegen                           | 1–0                                             | WK-kwalificatie                                 | Goal                                            |
| 16                                              | 22.10.1988                                      | Cyprus – Frankrijk                              | 1–1                                             | WK-kwalificatie                                 |                                                 |
| 17                                              | 19.11.1988                                      | Joegoslavië – Frankrijk                         | 3–2                                             | WK-kwalificatie                                 |                                                 |
| 18                                              | 07.02.1989                                      | Ierland – Frankrijk                             | 0–0                                             | Oefeninterland                                  |                                                 |
| 19                                              | 08.03.1989                                      | Schotland – Frankrijk                           | 2–0                                             | WK-kwalificatie                                 |                                                 |
| 20                                              | 16.08.1989                                      | Zweden – Frankrijk                              | 2–4                                             | Oefeninterland                                  | Goal · Goal                                     |
| 21                                              | 05.09.1989                                      | Noorwegen – Frankrijk                           | 1–1                                             | WK-kwalificatie                                 | Goal                                            |
| 22                                              | 18.11.1989                                      | Frankrijk – Cyprus                              | 2–0                                             | WK-kwalificatie                                 |                                                 |
| 23                                              | 21.01.1990                                      | Koeweit – Frankrijk                             | 0–1                                             | Oefeninterland                                  |                                                 |
| 24                                              | 28.02.1990                                      | Frankrijk – West-Duitsland                      | 2–1                                             | Oefeninterland                                  | Goal                                            |
| 25                                              | 15.08.1990                                      | Frankrijk – Polen                               | 0–0                                             | Oefeninterland                                  |                                                 |
| 26                                              | 05.09.1990                                      | IJsland – Frankrijk                             | 1–2                                             | EK-kwalificatie                                 | Goal                                            |
| 27                                              | 13.10.1990                                      | Frankrijk – Tsjecho-Slowakije                   | 2–1                                             | EK-kwalificatie                                 | Goal · Goal                                     |
| 28                                              | 20.02.1991                                      | Frankrijk – Spanje                              | 3–1                                             | EK-kwalificatie                                 | Goal                                            |
| 29                                              | 30.03.1991                                      | Frankrijk – Albanië                             | 5–0                                             | EK-kwalificatie                                 | Goal · Goal                                     |
| 30                                              | 14.08.1991                                      | Polen – Frankrijk                               | 1–5                                             | Oefeninterland                                  | Goal                                            |
| 31                                              | 04.09.1991                                      | Tsjecho-Slowakije – Frankrijk                   | 1–2                                             | EK-kwalificatie                                 | Goal · Goal                                     |
| 32                                              | 12.10.1991                                      | Spanje – Frankrijk                              | 1–2                                             | EK-kwalificatie                                 | Goal                                            |
| 33                                              | 19.02.1992                                      | Engeland – Frankrijk                            | 2–0                                             | Oefeninterland                                  |                                                 |
| 34                                              | 25.03.1992                                      | Frankrijk – België                              | 3–3                                             | Oefeninterland                                  | Goal · Goal                                     |
| 35                                              | 05.06.1992                                      | Frankrijk – Nederland                           | 1–1                                             | Oefeninterland                                  | Goal                                            |
| 36                                              | 10.06.1992                                      | Zweden – Frankrijk                              | –1                                              | EK-eindronde                                    | Goal                                            |
| 37                                              | 14.06.1992                                      | Frankrijk – Engeland                            | 0–0                                             | EK-eindronde                                    |                                                 |
| 38                                              | 17.06.1992                                      | Frankrijk – Denemarken                          | 1–2                                             | EK-eindronde                                    | Goal                                            |
| 39                                              | 26.08.1992                                      | Frankrijk – Brazilië                            | 0–2                                             | Oefeninterland                                  |                                                 |
| 40                                              | 09.09.1992                                      | Bulgarije – Frankrijk                           | 2–0                                             | WK-kwalificatie                                 |                                                 |
| 41                                              | 14.10.1992                                      | Frankrijk – Oostenrijk                          | 2–0                                             | WK-kwalificatie                                 | Goal                                            |
| 42                                              | 14.11.1992                                      | Frankrijk – Finland                             | 2–1                                             | WK-kwalificatie                                 | Goal                                            |
| 43                                              | 17.02.1993                                      | Israël – Frankrijk                              | 0–4                                             | WK-kwalificatie                                 |                                                 |
| 44                                              | 27.03.1993                                      | Oostenrijk – Frankrijk                          | 0–1                                             | WK-kwalificatie                                 | Goal                                            |
| 45                                              | 28.07.1993                                      | Frankrijk – Rusland                             | 3–1                                             | Oefeninterland                                  | Goal                                            |
| 46                                              | 22.08.1993                                      | Zweden – Frankrijk                              | 1–1                                             | WK-kwalificatie                                 |                                                 |
| 47                                              | 08.09.1993                                      | Finland – Frankrijk                             | 0–2                                             | WK-kwalificatie                                 | Goal                                            |
| 48                                              | 13.10.1993                                      | Frankrijk – Israël                              | 2–3                                             | WK-kwalificatie                                 |                                                 |
| 49                                              | 17.11.1993                                      | Frankrijk – Bulgarije                           | 1–2                                             | WK-kwalificatie                                 |                                                 |
| 50                                              | 22.03.1994                                      | Frankrijk – Chili                               | 3–1                                             | Oefeninterland                                  | Goal                                            |
| 51                                              | 26.05.1994                                      | Australië – Frankrijk                           | 0–1                                             | Kirin Cup                                       |                                                 |
| 52                                              | 29.05.1994                                      | Japan – Frankrijk                               | 1–4                                             | Kirin Cup                                       | Goal                                            |
| 53                                              | 13.12.1994                                      | Azerbeidzjan – Frankrijk                        | 0–2                                             | EK-kwalificatie                                 | Goal                                            |
| 54                                              | 18.01.1995                                      | Nederland – Frankrijk                           | 0–1                                             | Oefeninterland                                  |                                                 |

## Als trainer
Jean-Pierre Papin verliet de voetbalwereld niet en begon in 2004 aan zijn trainersloopbaan. FC Bassin d'Arcachon, een amateurclub uit de buurt van Bordeaux, was zijn eerste club. In zijn tweede seizoen wist hij met deze fusieclub te promoveren naar de vijfde divisie (CFA2). Papin bleef ambitieus en diverse grotere clubs toonden belangstelling. In 2006 trok hij naar RC Strasbourg om daar hoofdtrainer te worden. Ondanks een succesvol seizoen, waarin hij de club terugbracht naar de Ligue 1, vertrok Papin na één seizoen.
Sinds 27 augustus 2007 werd Papin hoofdtrainer bij de Franse voetbalclub RC Lens, waar hij de opgestapte Guy Roux opvolgde. In zijn eerste seizoen bereikte hij de finale van de Coupe de la Ligue, die RC Lens verloor van Paris Saint-Germain. Ook is hij in het seizoen 07/08 met RC Lens gedegradeerd uit de Ligue 1 op de laatste speeldag. Na de degradatie werd hij op 27 mei 2008 ontslagen.
Na anderhalf jaar werkloos thuis te hebben gezeten, werd hij op 29 december 2009 aangesteld als hoofdtrainer van de Franse tweedeklasser Châteauroux.

## Erelijst
Als speler
 Club Brugge
- Beker van België: 1985/86

 Olympique Marseille
- Coupe de France: 1988/89

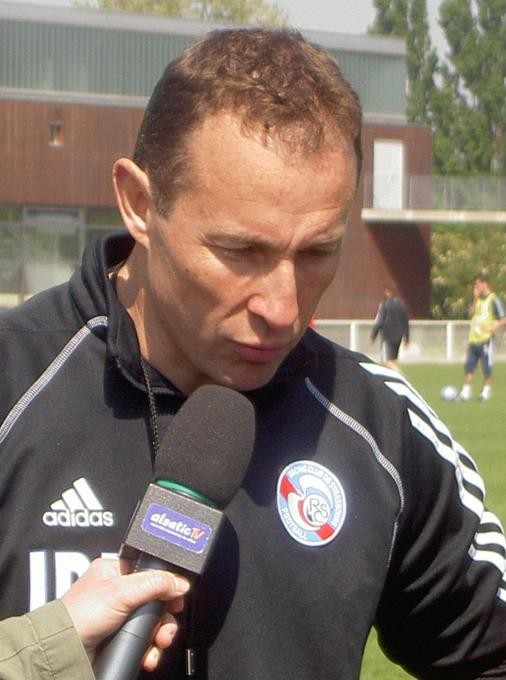
Jean-Pierre Papin

- Division 1: 1988/89, 1989/90, 1990/91, 1991/92

 AC Milan
- Supercoppa Italiana: 1992
- Serie A: 1992/93, 1993/94
- UEFA Champions League: 1993/94

 Bayern München
- UEFA Cup: 1995/96

 Frankrijk
- Kirin Cup: 1994

Als trainer
 RC Strasbourg
- Ligue 2: 2006/07

Individueel
- Topscorer Division 1 1987/88, 1988/89, 1989/90, 1990/91, 1991/92
- Onze de Bronze: 1989, 1990, 1992
- Topscorer Europacup I: 1989/90, 1990/91, 1991/92
- Onze d'Or: 1991
- Ballon d'Or: 1991
- Wereldvoetballer van het jaar Zilveren trofee: 1991
- 0IFFHS World's Top Goal Scorer of the Year: 1991
- Tor des Jahres: 1995
- FIFA XI: 1997, 1998, 1999
- FIFA 100: 2004
- Speler van de Eeuw van Olympique de Marseille
- Beste buitenlander aller tijden van Club Brugge: 2008[3]
- Équipe type spéciale 20 ans des trophées UNFP: 2011
- Golden Foot: 2013, als voetballegende
- Dream Team, 110 jaar van Olympique Marseille: 2010
- Frans voetballer van de Eeuw: 8e plaats

Eretitel
- Legioen van Eer: 1999